# Italia's Next Top Model (seconda edizione)
La seconda edizione di Italia's Next Top Model è andata in onda dal 23 settembre al 16 dicembre 2008 per tredici puntate sul canale SKY Vivo.
Il programma è stato condotto da Natasha Stefanenko, a capo della giuria composta Michael Giannini, Giusi Ferré, Nadège du Bospertus, Ciro Zizzo e Settimio Benedusi.

## Concorrenti

### In ordine di eliminazione
(L'età si riferisce al momento di partecipazione al programma)
| Concorrente                                                         | Età | Altezza | Provenienza                              | Posizionamento |
| ------------------------------------------------------------------- | --- | ------- | ---------------------------------------- | -------------- |
| Claudia Boi                                                         | 20  | 175 cm  | Esterzili                                | 14.            |
| Maria Giovanna "Mary" Balducci                                      | 20  | 177 cm  | Sant'Angelo in Vado                      | 13.            |
| Noemi De Falco Archiviato il 25 settembre 2020 in Internet Archive. | 20  | 180 cm  | Napoli                                   | 12.            |
| Claudia Cuomo                                                       | 24  | 176 cm  | Napoli                                   | 11.            |
| Diletta Venturoli                                                   | 24  | 176 cm  | Imola                                    | 10.            |
| Claudia Manzella                                                    | 18  | 174 cm  | Casteldaccia                             | 9.             |
| Giulia Galizia                                                      | 19  | 178 cm  | Biancavilla                              | 8.             |
| Amy Myriam Doukoure                                                 | 23  | 176 cm  | Torino (originaria della Costa d'Avorio) | 7.             |
| Giada Folcia                                                        | 19  | 178 cm  | Monza                                    | 6.             |
| Giorgia de Nunno                                                    | 19  | 174 cm  | Torino                                   | 5.             |
| Martina Cioffi                                                      | 19  | 177 cm  | Genova                                   | 4.             |
| Beatrice Coos                                                       | 18  | 182 cm  | Nimis                                    | 3.             |
| Elena Ripamonti                                                     | 21  | 180 cm  | Villaverla                               | 2.             |
| Michela Maggioni                                                    | 19  | 181 cm  | Gorgonzola                               | Vincitrice     |

## Riassunti

### Ordine di chiamata
| Ordine | 1         | 2         | 3         | 4         | 5         | 6         | 7         | 8        | 9        | 10       | 11       | 12       | 13       | 13      |
| ------ | --------- | --------- | --------- | --------- | --------- | --------- | --------- | -------- | -------- | -------- | -------- | -------- | -------- | ------- |
| 01     | Giorgia   | Amy       | Giada     | Giulia    | Claudia M | Giorgia   | Giada     | Beatrice | Giorgia  | Michela  | Elena    | Michela  | Michela  | Michela |
| 02     | Giulia    | Claudia M | Noemi     | Amy       | Elena     | Amy       | Michela   | Amy      | Giada    | Beatrice | Beatrice | Elena    | Elena    | Elena   |
| 03     | Noemi     | Martina   | Beatrice  | Giorgia   | Giada     | Martina   | Elena     | Martina  | Michela  | Martina  | Martina  | Beatrice | Beatrice |         |
| 04     | Amy       | Mary      | Elena     | Beatrice  | Giulia    | Beatrice  | Giorgia   | Giorgia  | Elena    | Elena    | Michela  | Martina  |          |         |
| 05     | Elena     | Beatrice  | Giulia    | Claudia C | Giorgia   | Michela   | Giulia    | Michela  | Beatrice | Giorgia  | Giorgia  |          |          |         |
| 06     | Beatrice  | Claudia C | Diletta   | Michela   | Diletta   | Claudia M | Beatrice  | Giada    | Martina  | Giada    |          |          |          |         |
| 07     | Martina   | Diletta   | Martina   | Martina   | Michela   | Giada     | Amy       | Elena    | Amy      |          |          |          |          |         |
| 08     | Claudia M | Elena     | Amy       | Elena     | Beatrice  | Elena     | Martina   | Giulia   |          |          |          |          |          |         |
| 09     | Diletta   | Michela   | Claudia M | Giada     | Martina   | Giulia    | Claudia M |          |          |          |          |          |          |         |
| 10     | Michela   | Giada     | Michela   | Claudia M | Amy       | Diletta   |           |          |          |          |          |          |          |         |
| 11     | Claudia B | Giulia    | Giorgia   | Diletta   | Claudia C |           |           |          |          |          |          |          |          |         |
| 12     | Mary      | Giorgia   | Claudia C | Noemi     |           |           |           |          |          |          |          |          |          |         |
| 13     | Claudia C | Noemi     | Mary      |           |           |           |           |          |          |          |          |          |          |         |
| 14     | Giada     | Claudia B |           |           |           |           |           |          |          |          |          |          |          |         |

     Il/La concorrente è stato/a eliminato/a
     Il/La concorrente ha vinto la competizione
- Il primo ordine di chiamata non rispecchia le performance della prima settimana delle ragazze.

## Episodi
Puntata 1
Durante la prima puntata vengono scelte le 14 concorrenti che parteciperanno al programma.
Puntata 2
Le 14 aspiranti top model sono chiamate ad affrontare il loro primo servizio fotografico. Le ragazze vengono fotografate  in bikini da Settimio Benedusi nella bellissima cornice di Santa Margherita Ligure; al pannello di giudizio, le peggiori risultano essere Noemi e Claudia Boi. Claudia è la prima eliminata del programma.
Puntata 3
Le ragazze sono chiamate ad affrontare la loro prima sfilata, nella quale indosseranno abiti della nuova collezione di Moschino davanti al direttore creativo della maison, Rossella Jardini. Al pannello di giudizio, la Giuria decide di mandare al ballottaggio Claudia Cuomo e Mary, eliminando alla fine Mary.
Puntata 4
Per la terza prova di eliminazione, le ragazze posano per un servizio fotografico con indosso solo dei  jeans Indian Rose. Il servizio fotografico è realizzato da Ciro Zizzo; al pannello di giudizio, Noemi nuovamente in ballottaggio, questa volta contro Diletta. Alla fine, Noemi deve lasciare il programma.
Puntata 5
Le ragazze devono affrontare la loro prima sfilata in lingerie, dalla collezione di Madame Chantal Thomass, presente, con Natasha Stefanenko, alla sfilata. Peggiori della prova Amy e Claudia Cuomo (al suo secondo ballottaggio); a fine episodio, Claudia viene eliminata.
Puntata 6
Per la quinta prova di eliminazione, le ragazze devono affrontare il loro primo servizio di bellezza al naturale: devono essere infatti fotografate senza make up, sotto le direttive di Ciro Zizzo. Per fortuna questa è una prova facilmente realizzabile per Martina che è infortunata alla gamba, non coinvolgendo alcun tipo di movimento. Giorgia viene in qualche modo rivalutata dalla giuria, in particolar modo da Nadege, soprattutto per lo sguardo e l'espressione nello scatto; Giada e Amy necessitano di un elaborato foto-ritocco, Michela riceve giudizi positivi mentre Giulia è poco espressiva, Diletta risulta la peggiore essendo anche troppo scoordinata. Diletta e Giulia finiscono al ballottaggio, e alla fine, anche per avere portato a termine in modo molto deludente le precedenti 4 prove, l'eliminata è Diletta.
Puntata 7
Le 9 ragazze rimaste devono realizzare un servizio fotografico in un cimitero vestite a lutto, ma con importanti abiti di alta moda e complicate acconciature. Peggiori della prova sono Claudia Manzella e Martina; alla fine, Claudia è la sesta eliminata del programma.
Puntata 8
Le ragazze devono sfilare camminando su una passerella abbastanza difficile, ricoperta da dieci centimetri d'acqua tra due file di torce, in un'ambientazione onirica sullo sfondo del lago di Como, davanti ad un vero pubblico. La giuria nota grandi miglioramenti in Giorgia, Martina e Amy; Giada sbaglia l'uscita ed Elena lo stop intermedio, Giulia appare troppo poco leggiadra, anzi addirittura pesante. Le peggiori sono Elena e Giulia; quest'ultima, non avendo mantenuto un impegno costante e non essendosi curata sufficientemente a livello fisico, è la 7° concorrente eliminata da Italia's next top model.
Puntata 9
Le ragazze devono girare un divertente spot pubblicitario per la ricorrenza della festa della mamma con il compito di raffigurare diverse tipologie di donne tentatrici per l'attore Sergio Múñiz. Giorgia deve impersonare una sexy-insegnante, Giada una donna in tuta da lavoro, Martina una ragazza stile baby Lolita, Amy una pin up con tanto di coppa di ciliegie, Michela una donna dominatrice, Beatrice una donna dal look androgino ed Elena una danzatrice di flamenco. Giudizi positivi per Michela, Giorgia, Giada ed Elena. Martina non convince apparendo troppo poco sensuale ed essendosi immedesimata poco nel ruolo, Amy invece è amorfa, non risulta che si concentri a fondo nella prova. Queste ultime due finiscono al ballottaggio, ed alla fine Amy viene eliminata per la sua mancanza di decisione e poca voglia di fare.
Puntata 10
Le ragazze affrontano una sfilata per la maison Frankie Morello. La linea è caratterizzata da abiti di alta moda eccentrici e un po' fuori dagli schemi e in alcuni casi difficili da indossare per le modelle; dalla giuria arrivano giudizi abbastanza positivi per Michela, Elena, Martina e Beatrice. In ballottaggio finiscono Giorgia, la quale invece non convince, essendo sembrata annoiata e quasi infastidita nella prova e Giada, che non è riuscita a nascondere i suoi timori e le sue incertezze rovinando così la sua intera sfilata e perciò viene eliminata.
Puntata 11
Nella terzultima puntata Martina, Beatrice, Elena, Giorgia e Michela devono realizzare un servizio fotografico sospese in aria nel mezzo della Galleria Vittorio Emanuele, in pieno centro a Milano. Sorrette da un'imbragatura, devono fluttuare nel vuoto vestite da donna-pavone, cercando di essere leggere e coordinate, ma allo stesso tempo dinamiche; Elena viene lodata per la sua prova perfetta, come anche Martina. Beatrice viene giudicata troppo rigida col corpo e nel movimento anche se l'espressività del viso la salva; Michela e Giorgia ottengono i giudizi più negativi da parte della giuria, in particolare da Nadege: la prima pur realizzando uno scatto più che discreto viene biasimata per la sua scarsa professionalità che potrebbe mettere a repentaglio una sua futura carriera da modella, Giorgia invece non riesce in nessun modo a immedesimarsi nel ruolo a lei richiesto e i suoi risultati sono molto deludenti per l'intera giuria anche se la ragazza era da tempo in una fase di continui miglioramenti. Pensando che forse sia al culmine delle sue effettive possibilità come modella, si decide che a lasciare il programma sia proprio Giorgia.
Puntata 12
Elena, Martina, Michela e Beatrice lasciano il loro loft a Milano e partono insieme a Michael Giannini per Capri, dove verranno fotografate in un servizio più impegnativo del solito da Settimio Benedusi. Infatti questa volta la prova consiste nell'essere fotografati in abito da cocktail stile anni '80 su uno yacht sullo sfondo dei magnifici faraglioni di Capri. Tornate dopo alcuni giorni a Milano ricevono le critiche della giuria: in generale il servizio è stato ben svolto da tutte e quattro le ragazze e per decidere chi verrà eliminato bisognerà individuare gli errori nel dettaglio: in particolare Beatrice risulta troppo rigida col corpo e Martina troppo maschile e aggressiva. Rimaste ultime, Beatrice si salva e Martina viene eliminata.
Puntata 13
Le ultime tre ragazze rimaste devono affrontare la penultima prova, che servirà a decretare le due finaliste della seconda serie di "Italia's next top model". La prova consiste in un servizio fotografico per la copertina del mensile di moda "Marie Claire", e le concorrenti vengono fotografate in piano americano, indossando sontuosi abiti. In una difficilissima scelta, viene deciso che le due finaliste siano Michela ed Elena, mentre per Beatrice la gara si conclude al terzo posto.
Nella seconda prova dell'ultima puntata, Elena e Michela, si recano a Verona, alla casa madre di Byblos. Le due concorrenti infatti devono affrontare una sfilata affiancate da modelle professioniste per la nota casa di moda. Dopo il giudizio finale, viene decretata la vincitrice, che si rivela essere Michela Maggioni!

### Guida alle sfide
- Episode 1: Foto casting
- Episode 2: Bikini photoshoot al mare
- Episode 3: Sfilata con indosso abiti "Love Moschino"
- Episode 4: Foto di gruppo in topless indossando jeans "Indian Rose"
- Episode 5: Sfilata in lingerie di Chantal Thomass
- Episode 6: Beauty shots senza make-up
- Episode 7: Foto editoriali posando con vestiti di alta moda in un cimitero monumentale
- Episode 8: Show serale con sfilata sull'acqua
- Episode 9: Donne sexy in una pubblicità
- Episode 10: Sfilata con indosso eccentrici e complessi vestiti Frankie Morello
- Episode 11: Foto estreme posando come pavoni sospesi in aria alla Galleria di Milano
- Episode 12: Foto su uno yacht a Capri indossando vestiti stile anni 80
- Episode 13: Foto destinata a copertina ispirata a "Marie Claire"
- Episode 13: Sfilata finale per Byblos a Verona